# باول ماكنتاير (لاعب كرة قدم)
باول ماكنتاير (بالإنجليزية: Paul McIntyre)‏ هو لاعب كرة قدم بريطاني في مركز الوسط، ولد في 18 يناير 1967. لعب مع نادي بارتيك ثيسل ونادي سانت ميرين.